# Tokszan állomás
Tokszan (Doksan) állomás a szöuli metró 1-es vonalának állomása Kumcshon-ku (Geumcheon-gu) kerületben. 

## Viszonylatok
| 1-es vonal                                                         | 1-es vonal                              | 1-es vonal                                                                                     |
| ------------------------------------------------------------------ | --------------------------------------- | ---------------------------------------------------------------------------------------------- |
| Kaszan (Gasan) Digitális Komplexum Szojoszan (Soyosan) felé        | Kjongbu (Gyeongbu) szakasz személyvonat | Kumcshon-ku cshong (Geumcheon-gu cheong) Sincshang (Sinchang) és Szodongthan (Seodongtan) felé |
| Kaszan (Gasan) Digitális Komplexum Jongdungpho (Yeongdeungpo) felé | Kvangmjong (Gwangmyeong) shuttle        | Kumcshon-ku cshong (Geumcheon-gu cheong) Kvangmjong (Gwangmyeong) felé                         |
| Korail                                                             |                                         |                                                                                                |
| Kaszan (Gasan) Digitális Komplexum Szöul felé                      | Kjongbu (Gyeongbu) vonal                | Kumcshon-ku cshong (Geumcheon-gu cheong) Puszan (Busan) felé                                   |